# Bahrains flag
Bahrains flag er rødt og hvidt, ved skellet mellem farverne er der et siksakmønster med fem spidser. Flaget fik sin nuværende form i 2002, tidligere var der flere spidser men dette blev ændret for at symbolisere islams fem søjler. Den røde farve symboliserer den muslimske gruppe kharijiter. Det ældste kendte flag fra Bahrain var helt rødt, det hvide felt kom til i forbindelse med den General Maritime Treaty, som Storbritannien indgik med en række arabiske stammer i 1820 for at gøre en ende på angreb på andre landes skibsfart.
Bahrains flag benyttes i uændret form som nationalflag på land, koffardiflag, statsflag og Orlogsgøs.

## Kongeflag
Bahrains kongeflag blev indført i forbindelse med, at landet i 2002 ændrede status fra emirat til kongedømme. Flaget er baseret på nationalflaget, men har to hvide striber langs øvre og nedre kant, og desuden en kongekrone i gult i øvre felt.

## Ekstern henvisning
- Bahrain Flag Arkiveret 27. juni 2007 hos  Wayback Machine fra Ministry of Information